# Boršický potok
Der Boršický potok ist ein linker Nebenfluss des Okluky in Tschechien.

## Geographie
Der Boršický potok entspringt am Nordosthang der Lipinka (504 m) in den Weißen Karpaten. An seinem Lauf nach Nordwesten liegen die Ortschaften Boršice u Blatnice und Babí Hora. Südlich von Hluk mündet der Boršický potok in den Okluky.
Der Boršický potok hat eine Länge von 12,2 km, sein Einzugsgebiet beträgt 25,1 km².
Oberhalb von Hluk wird der Boršický potok im Stausee Nové Díly gestaut.

## Zuflüsse
- Slavkovský potok (r), Babí Hora